# London City Lionesses
London City Lionesses ist ein professioneller Frauenfußballklub mit Sitz im englischen Dartford.

## Geschichte
Am 13. Mai 2019 veröffentlichte der FC Millwall eine Erklärung, in welcher bekanntgegeben wurde, dass der Vorstand und die Geschäftsleitung der offiziellen Frauenmannschaft, den Millwall Lionesses, sich vom Klub trennen möchte, um eigenständig zu werden. Zu dieser Zeit war dieser Schritt auch schon von der FA genehmigt worden. Der Transfer des Spielrechts in der Championship wurde dann offiziell am 29. Juni 2019 erlaubt. Als Vereinssitz wurde Dartford bestimmt, wo auch der Princes Park als Heimspielstätte genutzt wird.
Der erste Trainer war Chris Phillips, welcher nach sechs Spielen schon entlassen wurde. Als Interimstrainer übernahm dann John Bayer, welcher die Saison mit der Mannschaft auf dem vierten Platz beendete. Zur neuen Saison übernahm Lisa Fallon das Amt als Cheftrainerin. Nach fünf gespielten Partien ohne eigenen Sieg, in denen nur insgesamt ein Punkt erzielt wurde, musste sie wieder gehen.
Als Nächstes übernahm die vorherige Co-Trainerin Melissa Phillips, welche den Klub am Ende in dieser Saison noch auf den sechsten Platz führte. Die Saison 2021/22 unter ihr wurde dann die bisher erfolgreichste der Klubgeschichte, in welcher man mit 41 Punkten auf dem zweiten Platz abschloss. Auf den Meister Liverpool mit 52 Punkten hatte man dabei aber trotzdem noch einen großen Abstand. Auch die Saison 2022/23 verlief sehr gut für die Mannschaft und im Januar 2023 befand sich die Mannschaft auf dem ersten Platz. Allerdings wurde Phillips zu diesem Zeitpunkt vom amerikanischen Franchise Angel City FC verpflichtet und Nikita Runnacles musste erst einmal als Interimstrainerin die Saison beenden. So konnte man diese Topplatzierung nicht halten und beendete die Saison auf dem dritten Platz.